# Eduardus Sangsun
Eduardus Sangsun SVD (ur. 14 czerwca 1943 w Karot, zm. 13 października 2008) – indonezyjski duchowny katolicki, biskup diecezjalny Ruteng 1984-2008.

## Życiorys
Święcenia kapłańskie otrzymał 12 lipca 1972.
3 grudnia 1984 papież Jan Paweł II mianował go biskupem diecezjalnym Ruteng. 25 marca 1985 z rąk arcybiskupa Donatusa Djagomy przyjął sakrę biskupią. Funkcję sprawował aż do swojej śmierci.
Zmarł 13 października 2008.